# Robert Anderson (autor)
Robert Anderson (Carnwath, Lanarkshire, 7 de janeiro de 1750 – Edimburgo, 20 de fevereiro de 1830) foi um escritor e crítico literário escocês.

## Biografia
Anderson nasceu em Carnwath, Lanarkshire. Inicialmente estudou Teologia e depois Medicina na Universidade de Edimburgo e, posteriormente, depois de alguma experiência como cirurgião, fez o seu doutorado em Medicina na Universidade de St Andrews em 1778. Começou a exercer a profissão de médico em Alnwick em Northumberland, mas se tornou independente financeiramente através de seu casamento com a filha de John Gray, e trocou a sua profissão por uma vida literária em Edimburgo.
Durante vários anos a sua atenção esteve voltada para sua edição de As Obras dos Poetas Britânicos, com Prefácios Biográfico e Crítico (14 vols. 8vo, Edimburgo, 1792-1807). Suas outras publicações foram:
- The Miscellaneous Works of Tobias Smollett, M.D., with Memoirs of his Life and Writings (Edimburgo, 1796)
- Life of Samuel Johnson, LL.D., with Critical Observations on his Works (Edimburgo, 1815)
- The Works of John Moore, M.D., with Memoirs of his Life and Writings (Edimburgo, 7 vols., 1820)
- The Grave and other Poems, by Robert Blair; to which are prefixed some Account of his Life and Observations on his Writings (Edimburgo, 1826).